# Aepeomys
Aepeomys är ett släkte i familjen hamsterartade gnagare med två arter som förekommer i norra Sydamerika.
Arterna är:
- Aepeomys lugens lever i västra Venezuela. Den listas av IUCN som livskraftig (LC).
- Aepeomys reigi hittas i Anderna av Venezuela. Den listas som sårbar (VU).

En tredje art, A. fuscatus, räknas idag till släktet Handleyomys.

## Beskrivning
Arterna har en kroppslängd (huvud och bål) av cirka 11 cm, och en svanslängd av 8,5 till 11 cm. Pälsen är på ovansidan brun till olivfärgade och på buken lite ljusare. Ögonen är jämförelsevis små.
Dessa gnagare vistas i molnskogar i bergstrakter som är 1 600 till 3 200 meter höga. Antagligen vistas de främst på marken. De är troligen allätare och främst aktiva på natten. A. reigi föredrar kanske insekter.